# グレッグ・カプロ
グレッグ・カプロ（Greg Capullo）1962年3月30日-）は、アメリカ出身のコミックのアーティストである。
アーティストとして『クエーサー』『x-フォース』『スポーン』『バットマン』などを手掛けてきた。 
自らが版権を所有するクリーチでは脚本と作画の両方を務めた。
コミックの以外の仕事では『ディスターブド』や『コーン』といったメタルバンドのアルバムジャケットも手掛けてきた
。

## 生い立ち
グレッグ・カプロは幼いころから絵を描いており最初にバットマンを描いたのは4歳の時だった。バットマンは彼が大人になっても好きなキャラクターだという。
お気に入りのグラフィック・ノベルはフランク・ミラーが描いたダークナイト・リターンズだった。
彼はジョン・ビュッセマ、ニール・アダムス、ジーン・コーラン、ギル・ケインなどのコミックアーティストに影響を受け、プロのアーティストになりたいと決心した。
そのほかに、フランク・フラゼッタ、アニメーターのチャック・ジョーンズ、MADの風刺漫画家モート・ドラッカーなどのコミック以外のアーティスト
の影響も受けた。

## 経歴
カプロの最初のコミックの仕事は『Gore Shriek』という作品で、ニューヨーク州のオールバニにあるコミックブックストアFantaCo Enterprises
で売られていた。Gore Shriekは、暴力的で子供向けではないホラーコミックだった。
このシリーズの成功により、カプロはマーベル・コミックでの仕事を開始し、『クエーサー』、『X-フォース』、『ワット・イフ』などの作画を担当した。彼はマーベルで3年間働いた後、ほかの出版社に移った。
イメージ・コミックの共同設立者である、トッド・マクファーレンはX-フォースでのカプロの仕事で彼のことを知り、そのあとマクファーレンは自身の作品の『スポーン』で作画を担当することになると確信したという。カプロが最初に作画した号は＃16だったがその後＃26で作画を引き継いだ。カプロはその後、様々なスポーンのタイインやバリアントカバー、カプロ自身のミニシリーズや『The Creech』などの多くのイメージコミックの出版物のカバーアートやペンシルを担当した。
カプロはゲーム『Halo 3』がテーマのコントローラをマクファーレンがデザインするのを手助けした。
2007年2月にイメージコミックから画集のThe Art of Greg Capulloを出版した。この本はカバーアート、未発表の鉛筆画、初期の投稿サンプル、個人的なスケッチなどが収録されている。

## 作品リスト

### マーベル・コミックス
- What If? #2 (1989)
- Avengers Spotlight #39 (1990)
- Quasar, #18-25, 27-39 (1991-1992)
- X-Force, #1-7 (2013-2014)
- Stryfes Strike File #1 (1993)
- X-Men Unlimited #1 (1993)

### DCコミックス
- Batman (Vol. 2) #0-11, 13-17, 19-27, 29-33, 35-43, 45-48, 50-51 (2011-2016)
- Batman Endgame Director's Cut #1 (2016)
- Dark Nights: Metal #1-6 (2017-2018)
- Batman (Vol. 3) #50 (2018)
- Swamp Thing Halloween Giant #1 (2018)
- Detective Comics #1000 (story "Batman's Longest Case,") (2019)
- Batman: Last Knight on Earth #1-3 (2019)
- Batman Death of the Family Saga Essential Edition (new cover) (2019)

### イメージ・コミックス
- Spawn #16-20, 26-37, 39, 41, 43, 45, 47, 49-75, 78-100, 193, 199-200, 300-301 (1993-2000, 2019)
- Violator #1-3 (1994)
- Angela #1-3 (1994)
- The Creech #1-3 (1997)
- The Creech: Out For Blood #1-3 (2001)
- Haunt  #1-5 (layouts only), 6-18 (2009-2011)
- Reborn #1-6, (2016-2017)